# Ivo Niederle
Ivo Niederle (26. prosince 1929 Praha – 8. ledna 2021 Praha) byl český herec, konferenciér, moderátor a komentátor.
V roce 1953 absolvoval studium herectví na pražské DAMU, do roku 1957 hrál v oblastním divadle v Teplicích, od roku 1957 působil ve Werichově Divadle ABC, které bylo v roce 1962 převedeno pod Městská divadla pražská, kde hrál až do roku 1991, kdy odešel do důchodu.
Během svého života ztvárnil mnoho desítek filmových a televizních rolí, jednalo se ale vždy o menší role (vedlejší či epizodní). Díky dobré znalosti cizích jazyků (angličtina) se uplatnil i v zahraničních filmech, pracoval i jako televizní komentátor, konferenciér a moderátor.

## Divadelní role, výběr
- 1979 T. M. Plautus, J. Knauth: Tlučhuba, Pochlebáles, Městská divadla pražská, režie Ladislav Vymětal